# Jackson Square (New Orleans)
Jackson Square è un parco storico situato nel quartiere francese di New Orleans, in Louisiana. Nel 1960 è stato dichiarato monumento storico nazionale sia per il suo ruolo centrale nella storia della città, sia per esser stato il luogo in cui avvenne l'acquisizione della Louisiana da parte degli Stati Uniti in seguito alla Louisiana Purchase del 1803. Sulla piazza si affacciano due monumenti storici: il Cabildo e la Cattedrale di St. Louis.

## Storia
Progettata sulla base della parigina place des Vosges, la piazza fu concepita alla fondazione della città come centro dell'insediamento di La Nouvelle-Orléans e chiamata place des Armes. In origine essa si affacciava direttamente sul Mississippi; la costruzione di possenti argini ha allontanato il fiume dal centro della città. In seguito al passaggio della Louisiana alla Spagna fu ribattezzata plaza de Armas. Nel corso degli anni la piazza fu teatro di cerimonie pubbliche, come i vari passaggi di sovranità che caratterizzarono la storia di New Orleans, o di esecuzioni di condannati e schiavi.Dopo la battaglia di New Orleans fu ribattezzata Jackson Square in omaggio al generale statunitense Andrew Jackson. Nel 1856 fu innalzata al centro della piazza la statua equestre di Jackson realizzata dallo scultore statunitense Clark Mills.
Nel 2012 l’American Planning Association ha designato Jackson Square come uno dei grandi spazi pubblici americani.